# 상주 남장사 영산회 괘불도
상주 남장사 영산회 괘불도(尙州 南長寺 靈山會 掛佛圖)는 대한민국 경상북도 상주시, 남장사에 있는 불화이다. 2018년 11월 27일 대한민국의 보물 제2007호로 지정되었다.

## 개요
'상주 남장사 영산회 괘불도'는 야외에서 행하는 불교의식인 영산재(靈山齋)에 사용된 불화로, 1788년(정조 12) 조선 후기 대표 불화승인 상겸(尙謙)의 주도로 총 22명의 화승(畵僧)이 참여하여 완성한 것이다. 이 불화와 함께 전해지고 있는 문헌인 불사성공록(佛事成功錄)에 의하면 앞 시기에 조성된 괘불(1776년)이 기우제를 지내던 중 비를 맞아 손상되자 한양에서 온 화승들에게 맡겨 '상주 남장사 영산회 괘불도'를 조성하게 되었다고 한다.
이 괘불도는 높이 10m가 넘는 큰 규모에도 불구하고 본존인 석가모니를 중심으로 주위에 권속을 짜임새있게 배치하였고 밝고 짙은 채색으로 장식적인 요소가 돋보이는 화면이 특징이다. 명료하고 능숙한 필선으로 대상을 표현하여 격조있는 품위를 보여주고 있으며 18세기 후반 경상북도 지역의 대표적인 불화 중 하나로 중요하게 평가되고 있다.
이와 더불어 괘불 조성 과정을 기록한 불사성공록은 괘불의 제작 경위와 참여 화승, 도상(圖像)의 사상적 근거 등에 관한 정보를 담고 있어 작품을 이해하기 위한 필수적인 자료이다. 당시 괘불 제작뿐 아니라 지장도, 시왕도 등 1788년 당시 행해진 불사(佛事) 전반에 대한 기록을 구체적으로 보여주는 희귀한 자료라는 점에서 역사적, 불교사적 의의가 크다.

## 참고 자료
- 상주 남장사 영산회 괘불도 - 국가유산청 국가유산포털